# Richard Böttcher
Richard Böttcher (2 de Outubro de 1906 - 21 de Outubro de 1973) foi um comandante de U-Boot que serviu na Kriegsmarine durante a Segunda Guerra Mundial.